# ستيمبوت ويلي
ويلي القارب البخاري بالإنجليزية (Steamboat Willie) بالعربي (المركب البخاري ويلي) حلقة من حلقات ميكي ماوس في عام 1928 وعقد 1920 من صنع
والت ديزني

## روابط خارجية
- ستيمبوت ويلي على موقع IMDb (الإنجليزية)
- ستيمبوت ويلي على موقع الموسوعة البريطانية (الإنجليزية)
- ستيمبوت ويلي على موقع روتن توميتوز (الإنجليزية)
- ستيمبوت ويلي على موقع ألو سيني (الفرنسية)
- ستيمبوت ويلي على موقع أول موفي (الإنجليزية)
- ستيمبوت ويلي على موقع فيلمافينيتي (الإسبانية)
- ستيمبوت ويلي على موقع قاعدة بيانات الفيلم (الإنجليزية)
- ستيمبوت ويلي على موقع ليتربوكسد (الإنجليزية)
- ستيمبوت ويلي على موقع كينوبويسك (الروسية)